# Lâu đài Dybów

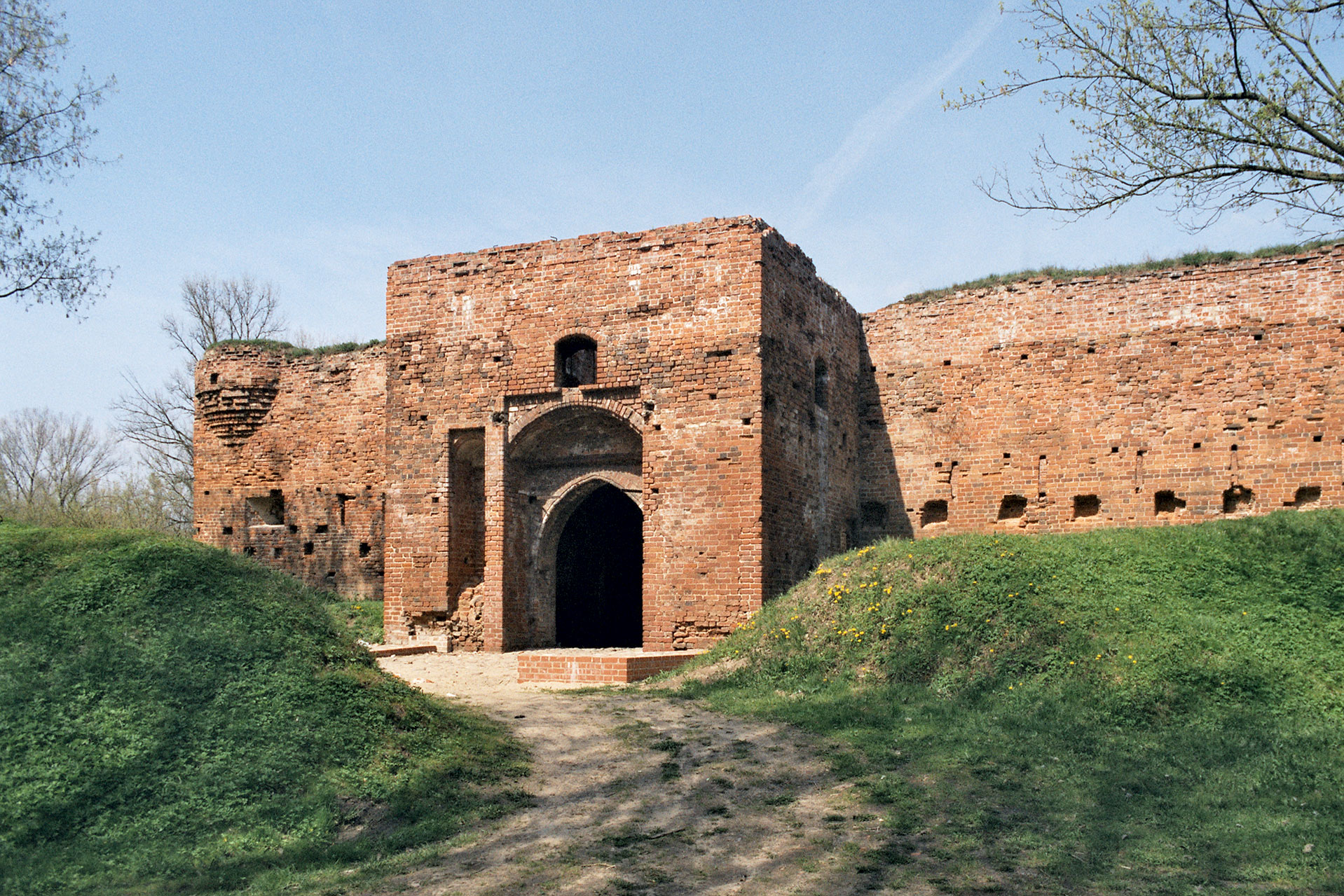
Lâu đài Dybów

Lâu đài Dybów (tiếng Ba Lan: Zamek Dybów) là một lâu đài ở Toruń, Ba Lan. Đây là một di sản văn hóa quốc gia.

## Vị trí
Lâu đài nằm ở Toruń, quận Piaski bên trái sông Vistula.

## Lịch sử
Được xây dựng bởi Władysław II Jagiełło trong giai đoạn 1424-1428, gần khu vực lâu đài được xây dựng có khu định cư Nieszawa (được gọi là OldNieszawa) đã bị phá hủy trong Chiến tranh mười ba năm và chuyển đến vị trí hiện tại là Nieszawa. Từ năm 1454, lâu đài Dybów là trụ sở của vua. Trong cuộc chiến tranh Thụy Điển-Ba Lan, lâu đài đã bị người Thụy Điển đốt cháy năm 1656. Vào thế kỷ thứ mười tám, lâu đài thuộc sở hữu của gia đình Dębski, và một nhà máy chưng cất đã được mở cửa. Năm 1813, 40 người Pháp, dưới sự chỉ huy của Trung úy Savary trong lâu đài, đã chịu đựng cuộc bao vây kéo dài ba tháng của người Nga. Lâu đài đã tồn tại cho đến ngày nay dưới dạng tàn tích, với những bức tường pháo đài được bảo tồn, và một tòa tháp cổng 2 tầng và công sự. Việc khai quật lâu đài đã được thực hiện vào năm 1998-2000.